# Elvasia oligandra
Elvasia oligandra är en tvåhjärtbladig växtart som beskrevs av José Cuatrecasas. Elvasia oligandra ingår i släktet Elvasia och familjen Ochnaceae. Inga underarter finns listade i Catalogue of Life.